# مرجان والفرسان الثلاثة (رسوم متحركة)
مرجان والفرسان الثلاثة مسلسل رسوم متحركة مقتبس عن رواية عملاق الأدب الفرنسي الشهير ألكسندر دوما وهي قصة دارتانيان هو شخصية روائية خيالية من إبداع الكاتب الفرنسي ألكسندر دوما وهو أحد أبطال رواية الفرسان الثلاثة.جسمت شخصيات المسلسل في كلاب فيما عدا بعض الشخصيات. دارتانيان في المسلسل ما هو ألا مرجان المحب للخير.

## أحداث المسلسل
تدور احداث القصة حول قرية جميلة تقع وسط غابة كبيرة، بها فرسان أربعة يحبون السيف والمبارزة وهم فرسان ركبوا الاهواء صعودا
ما نزلوا وهم باطش وفاتك وهارس والرابع مرجان الثلاثة من أشهر الفرسان، في القتال اراد مرجان ان يصبح مثلهم وهو فارس تحت التدريب يواجهون صعاب ومشقات يتغلبون عليها ويدافعون عن الخير ضد قوى الشر.

## الدبلجة العربية
'الممثلون. الشخصية
- نور الهدى صبري(مرجان-العرافة)

- باسمة حمادة

(الدوقه نونا-عدة شخصيات)
(الرواية)الدوقه (توتا)
- طارق عبد اللطيف

```
(باطش-شرشور)
```

من مصر
- الممثل-علي إبراهيم التاجر

(ممثل عراقي)
(فاتك-عوسج)
- حسين بدر(هارس)

- عبد الناصر الزاير

(جوري-الدوق خرنوب)
```
(مساعد شرشور)
```

- فتحية إبراهيم(ياقوته)

- إيمان حسين(بندق-لولو)

```
ممثله عراقيه
```

- فلاح هاشم (ناصح وعدة شخصيات)

- مسافر عبد الكريم (باذنجان)

- يوسف بوهلول

(احد الفرسان) (الحلقة الرابعه)
(والسائق العجوز)(الحلقه5)
وعدة شخصيات
- طارق العلي

(صاحب السيرك-عدة شخصيات)
محسن سعدون
(ادوار صغيره)
كلمات الشارة
- فلاح هاشم

الالحان
- أحمد عبد الكريم.

الأداء
- سنا طالب.

## شارة المسلسل
في ظل الوردة مرجان
في طي النسمة مرجان
مرجان الرحلة في الأيام
مرجان موجة في الأحلام
للحق يبارز بالسيف
و يواجه العنف بالعنف
وثلاثة فرسان معه ارتحلوا
ركبوا الأهوال صعودا وما نزالوا
باطش فاتك هارس
ورابع مرجان الفارس
بسالتهم حصدوا خيرا
بشهامتهم بلغوا نصرا
والصدق لهم خلاً خامس...

## الشخصيات
مرجان
باطش
فاتك
هارس
شرشور
عوسج
لولو
ياقوتة
حنتوش
جوري

## الحلقات
- 1 بداية الحكاية.
- 2 الفارس الغامض.
- 3 مرجان الجائع.
- 4 المتفقون الثلاثة.
- 5 المحافظ ناصح.
- 6 المبارزة مع الفرسان الثلاثة.
- 7 مرحبا يا حصاني.
- 8 سر ياقوتة.
- 9 اختطاف ياقوتة
- 10 النجدة يا مرجان.
- 11 حكاية مرجان مع لولو.
- 12 معركة الساحة الكبيرة.

## روابط
- Muskehounds.com

## روابط خارجية
- الفرسان الثلاثة على موقع IMDb (الإنجليزية)
- الفرسان الثلاثة على موقع روتن توميتوز (الإنجليزية)
- الفرسان الثلاثة على موقع فيلمافينيتي (الإسبانية)
- الفرسان الثلاثة على موقع كينوبويسك (الروسية)
- الفرسان الثلاثة على موقع ألو سيني (الفرنسية)
- الفرسان الثلاثة على موقع قاعدة بيانات الفيلم (الإنجليزية)
- الفرسان الثلاثة على موقع ANN anime (الإنجليزية)